# David Izenzon
David Izenzon (* 17. Mai 1932 in Pittsburgh, Pennsylvania; † 8. Oktober 1979 in New York City) war ein US-amerikanischer Jazz-Bassist.

## Leben und Wirken
Izenzon begann Mitte der 1950er Jahre mit dem Bassspiel. Nachdem er mit regionalen Bands seiner Heimatstadt gespielt hatte, ging er 1961 nach New York. Hier trat er mit Paul Bley, Archie Shepp, Sonny Rollins und Bill Dixon auf und trat dem Trio von Ornette Coleman bei. Die Aufnahme von dessen Town-Hall-Konzert ist die erste erhaltene Einspielung mit Izenzon. Zentrales Produkt seiner zunächst bis 1968 dauernden Zusammenarbeit mit Coleman waren die beiden At the Golden Circle Stockholm-Alben von 1965 mit Charles Moffett Sr. als Schlagzeuger. Aus dieser Zeit stammen auch Aufnahmen mit Harold McNair, mit Joseph Scianni und mit Yoko Ono.
Von 1968 bis 1971 unterrichtete er am Bronx Community College Musikgeschichte. Während dieser Zeit leitete er ein eigenes Quartett, spielte aber auch mit Perry Robinson, Sam Rivers, Jaki Byard, Karl Berger und Paul Motian. Ab 1972 schränkte er seine Tätigkeit als praktizierender Musiker immer mehr ein, um seinen kranken Sohn Solomon zu pflegen. 1973 schloss er ein Studium der Psychotherapie an der Northwestern University mit seiner Promotion ab und eröffnete eine Praxis im New Yorker East Village. Anschließend komponierte er die 1975 aufgeführte Jazz-Oper „How Music Can Save The World“, die er denjenigen widmete, die bei der Pflege seines Sohnes mitgeholfen hatten. Ab 1977 arbeitete er bis zu seinem frühen Tod erneut mit Coleman und mit Motian. Der Bassist John Lindberg, der Unterricht bei ihm nahm, spielte 1997 das Album Offers for Luminosity als Hommage an Izenzon ein.